# Resolution (entreprise)
Pour les articles homonymes, voir Resolution.
Resolution plc  est une compagnie d'assurance britannique basée à Londres. 
De septembre 2006 à novembre 2007 elle a fait partie de l'indice FTSE 100  qui comprend les 100 plus grandes sociétés de la bourse de Londres par capitalisation boursière.
En novembre 2007 Resolution est racheté par Pearl et le titre code RSL est retiré de la cotation LSE

## Historique
En 2009 Resolution rachète la compagnie Friends Provident pour 1,86 milliard GBP.